# Saint-Germain-les-Belles
Saint-Germain-les-Belles es una comuna francesa situada en el departamento de Alto Vienne, en la región de Nueva Aquitania.

## Demografía
| 1626 | 1524 | 1425 | 1255 | 1079 | 1112 | 1152 |
| Para los censos de 1962 a 1999 la población legal corresponde a la población sin duplicidades (Fuente: INSEE [Consultar]) |      |      |      |      |      |      |